# Susanne Abbuehl
Susanne Abbuehl est une chanteuse et compositrice suisse-néerlandaise de jazz, née à Berne le 30 juillet 1970.

## Biographie
Enfant, Susanne Abbuehl étudie le clavecin dès l'âge de sept ans et se spécialise dans le baroque. À 17 ans, elle effectue une année de lycée à Los Angeles, où elle continue l'étude de la musique, puis au Conservatoire Royal de La Haye (avec Jeanne Lee et Rachel Gould), où elle obtient un MA en performance jazz et pédagogie cum laude. Susanne Abbuehl a étudié le chant indien classique avec Dr Indurama Srivastava et s'est rendue plusieurs fois en Inde pour y suivre l'enseignement de Dr Prabha Atre à Mumbai. Elle a étudié la composition avec Diderik Wagenaar.
Après un premier album, I Am Rose, en 1997, elle enregistre en 2001 le disque April sur le label ECM, et en 2006 Compass, toujours chez ECM. En 2013, elle sort, toujours sur ECM, The Gift.
Ses disques sont salués par la critique internationale. April reçoit l'EDISON Music Award (l'équivalent néerlandais du Grammy) en 2002. En 2002, elle est la seule chanteuse non-américaine sélectionnée par le Downbeat Critics Poll 2002 dans la catégorie Best Female Vocalist/Talent Deserving Wider Recognition. L'année suivante, elle y est classée à la sixième place dans la catégorie Rising Star Female Vocalist, et son album April figure parmi les meilleurs dans la catégorie Beyond Album.
Yes is a pleasant country, mise en musique du poème d'E. E. Cummings, est couronné par l'Academy of American Poets.
En 2013, sa pièce Der Gaukler Tag pour la radio nationale SRF est nommée pour le prix Marulic.

## Discographie
- I Am Rose, 1997, evoke records; Susanne Abbuehl (vcl) acc par Christof May (ss, b-cl) Wolfert Brederode (p) Tony verwater (b) Steve Heather (perc) Marc van Roon (p-1) Miwako Hannya (harps-2) Kristina Fuchs, Natasza Kurek, Stephie Büttrich (vci

I am Rose / Silent eyes open ears (3) / Dining alone (2) / Night and day / Redbone / Far horizon / Lonely woman / Ichnaton's daughters (1) / You can't go home again / Still I'm a river (3) / You won't forget me
- April, 2001, ECM Records; Susanne Abbuehl (vcl) acc par Christof May (cl, b-cl) Wolfert Brederode (p, harmonium, melodica) Samuel Rohrer (d, perc) er

Yes is pleasant country : (5:28) / Ida Lupino (7:30) / Closer (5:13) / All I need (2:57) / A.i.r. (All India radio) (8:12) / Seven - Somewhere I have travelled, gladly beyond (3:38) / Skies may be blue; yes (7:46) / 'Round midnight (4:17) / Maggie and Milly and Molly and May (6:36) / Since feeling is first (1:49) / Mane na (5:41).
- Compass, 2006, ECM Records;  avec Christof May (clarinet, bass clarinet), Michel Portal(clarinet), Wolfert Brederode (piano) et Lucas Niggli (drums, percussions)

Bathyal (5:46) / Black is the colour… (1) -4:21) / Where flamingos fly (4:58) / Lo fiolairé (1) -3:45) / Sea, sea! (4:20) / Don't set sail (4:02) / The twilight turns from amethyst (5:30) / Primrose (5:16) / Bright cap and streamers (4:42) / A call for all demons (4:46) / Children's song no. 1 (3:03) / In the dark pine-wood (3:03).
- The Gift, 2013, ECM Records; avec Matthieu Michel (bugle) Wolfert Brederode  (p, harmonium indien) Olavi Louhivuori (drums, perc).

The cloud (5:10) / This and my heart (3:39) / If bees are few (1:39) / My river runs to you (5:21) / Ashore at least (7:36) / Forbidden fruit (2:04) / By day, by night (4:03) / A slash of blue (1:33) / Wild nights (6:40) / In my room (4:53) / Bind me (1:22) / Soon (five years ago) (3:15) / Fall, leaves, fall (4:04) / Sepal (1:31) / Shadows on shadows (4:03) / This and my heart [var.] (4:27)
comme invitée : avec Stéphan Oliva : Miroirs, 2006, Minium Music; My One And Only Love & Come Rain Or Come Shine & Lonely Woman
- Princess, Paris, Vision fugitive, 2017, avec Stephan Oliva, p ; Oyvind Hegg-Lunde, batt., perc.

- Coup de cœur Jazz et Blues 2017 de l'Académie Charles-Cros proposé lors de l’émission Open Jazz d’Alex Dutilh sur France Musique